# 岡田光正 (建築学者)
岡田 光正（おかだ こうせい、1929年3月29日 - ）は、日本の建築学者。工学博士（京都大学）。大阪大学名誉教授、元大阪工業大学建築学科教授。日本建築協会元編集理事。
専門は、建築人間工学・群衆安全工学（特に災害の避難シミュレーション・安全性評価や群集流動、滞留人口など）、建築計画・都市計画。

## 略歴
高知県に生まれる。1952年京都大学工学部建築学科卒業。のちに、工学博士（京都大学）。清水建設勤務を経て京都工芸繊維大学講師、1962年大阪大学工学部助教授。1967年同大学工学部教授。1992～1997年大阪工業大学工学部建築学科教授。
建築人間工学・群衆安全工学のパイオニアである。大阪大学工学部をメインに41年の長きにわたり教育・研究に従事、建築・都市人間工学領域（講座）を担当。
群集安全工学の高い専門性と見識は、明石花火大会歩道橋事故（2001年7月）の原因究明にあたり大いに発揮し、長年携わったこれらの建築防災計画評定に活かされる。

## 受賞
- 1965年 日本建築学会賞論文賞
- 1986年 空気調和衛生工学会賞[6]
- 2011年 日本建築学会賞大賞[7] - 規模計画・安全計画・建築人間工学の確立と発展に関する一連の功績

## 著書
- 『建築計画』〈1〉[8]および〈2〉[9][10]（現代建築学）
- 「最大滞留量の近似的計算法」[11][12][13]
- 『「地霊」の黒い陰』[14][15][16][17]
- 『火災安全学入門』[18]
- 『空間デザインの原点 建築人間工学』[19][20]
- 『基礎シリーズ 建築計画入門』（監修）[21]
- 『新建築学大系 13. 建築規模論』[22]
- 『群集安全工学』[23]

など